# ジョン・ベイツ・クラーク
ジョン・ベイツ・クラーク（John Bates Clark、1847年1月26日 - 1938年3月21日）は、アメリカ最初の理論経済学者、コロンビア大学教授。アメリカの新古典派経済学者で、限界革命主導者の一人。息子のジョン・モーリス・クラークも著名な経済学者。

## 略歴
- 1847年でロードアイランド州プロビデンスに生まれる。
- 25歳でアマースト大学を卒業。
- 1872年から1875年にチューリッヒ大学、ハイデルベルク大学に留学した後、帰国。
- 28歳で教壇に立ち、カールトン・カレッジ、スミス大学、アマースト大学、ジョンズ・ホプキンス大学等で教鞭をとった。
- 1893年から1895年までアメリカ経済学会会長。
- 1895年以後1913年までコロンビア大学教授を務めた。
- 1935年には国際平和に対する関心から『A Tender of Peace』を著している。
- 1938年にニューヨークにて生涯を終えた。

## 業績
- ジョン・ベイツ・クラークは「限界生産性」概念と、「財の蕩尽」理論を考案したことで知られる。
- ドイツ留学中にクニースに師事していたこともあり、当初は歴史学派の影響を強く受け、社会改良主義傾向の中にあった。しかし、その後極端な歴史主義的傾向に反発し、限界生産力説に基づく分配理論を展開した。
- 後にトラストや独占を容認するようになった。

## 関連
- その後、1947年にアメリカ経済学会はクラークの功績を称えて、ジョン・ベイツ・クラーク賞を創設した。

## 著書
- The Philosophy of Wealth (1886)
- The Distribution of Wealth (1899)
  - 林要訳『分配論:賃銀、利子及利潤論』岩波書店、1924年
  - 田中敏弘・本郷亮訳『富の分配』日本経済評論社、2007年
- Essentials of Economic Theory (1907)
- Social Justice without Socialism (1914)
- A Tender of Peace (1935)